# Circonscription autonomique de Ségovie
Ne doit pas être confondu avec Circonscription électorale de Ségovie.
La circonscription électorale de Ségovie est l'une des neuf circonscriptions électorales de Castille-et-León pour les élections aux Cortes de Castille-et-León.
Elle correspond géographiquement à la province de Ségovie.

## Synthèse
| AP & alliés |       | 3 | 1 |   |   |   |   |   |   |   |   |   |  |  |
| CDS         |       |   | 2 |   |   |   |   |   |   |   |   |   |  |  |
| PDP         |       |   | 1 |   |   |   |   |   |   |   |   |   |  |  |
| PSOE        |       | 3 | 2 | 2 | 2 | 2 | 2 | 2 | 2 | 2 | 3 | 2 |  |  |
| PP          |       |   |   | 4 | 4 | 4 | 4 | 4 | 5 | 4 | 2 | 3 |  |  |
| Podemos     |       |   |   |   |   |   |   |   |   | 1 |   |   |  |  |
| Cs          |       |   |   |   |   |   |   |   |   |   | 1 |   |  |  |
| Vox         |       |   |   |   |   |   |   |   |   |   |   | 1 |  |  |
|             |       |   |   |   |   |   |   |   |   |   |   |   |  |  |
| Total       | Total | 6 | 6 | 6 | 6 | 6 | 6 | 6 | 7 | 7 | 6 | 6 |  |  |

## Résultats détaillés

### 1983
| Parti      | Parti | Députés élus                                                                                     |
| ---------- | ----- | ------------------------------------------------------------------------------------------------ |
| AP-PDP-UL  |       | Pedro Antonio Hernández Escorial (AP), Atilano Soto Rábanos (PDP), Agapito Torrego Cuerdo (ind.) |
| PSCyL-PSOE |       | Isaías Herrero Sanz, Jesús Bravo Solana, Ángel Fernando García Cantalejo                         |

### 1987
| Parti      | Parti | Députés élus                                         |
| ---------- | ----- | ---------------------------------------------------- |
| PSCyL-PSOE |       | Isaías Herrero Sanz, Ángel Fernando García Cantalejo |
| CDS        |       | Ángel Agudo Benito, Juan Antonio Perteguer Rey       |
| AP         |       | Pedro Antonio Hernández Escorial                     |
| PDP        |       | Rafael de las Heras Mateo                            |

### 1991
| Parti      | Parti | Députés élus                                                                                               |
| ---------- | ----- | --- |
| PPCyL      |       | Víctor Bruno Martín Fernández, Juana Borrego Izquierdo, José Martín Sancho, José Carlos Monsalve Rodríguez |
| PSCyL-PSOE |       | Miguel Ángel Trapero García, Ángel Fernando García Cantalejo                                               |

- Miguel Ángel Trapero (PSCyL-PSOE) est remplacé en avril 1994 par Jesús Olmos Pascual.

### 1995
| Parti      | Parti | Députés élus                                                                                               |
| ---------- | ----- | --- |
| PPCyL      |       | Jesús Merino Delgado, Francisco Javier Vázquez Requero, José Martín Sancho, José Carlos Monsalve Rodríguez |
| PSCyL-PSOE |       | Félix Montes Jort, Ángel Fernando García Cantalejo                                                         |

### 1999
| Parti      | Parti | Députés élus                                                                                                 |
| ---------- | ----- | --- |
| PPCyL      |       | Jesús Merino Delgado, Francisco Javier Vázquez Requero, Aurea Juárez Galindo, José Carlos Monsalve Rodríguez |
| PSCyL-PSOE |       | Ángel Gómez González, María Teresa Rodrigo Rojo                                                              |

- Jesús Merino (PPCyL) est remplacé en mars 2000 par Juan José Sanz Vitorio.

### 2003
| Parti      | Parti | Députés élus                                                                                   |
| ---------- | ----- | ---------------------------------------------------------------------------------------------- |
| PPCyL      |       | Silvia Clemente Municio, Francisco Javier Vázquez Requero, Juan José Sanz Vitorio, Paloma Sanz |
| PSCyL-PSOE |       | María Teresa Rodrigo Rojo, Ángel Fernando García Cantalejo                                     |

- Francisco Vázquez (PPCyL) est remplacé en avril 2004 par Juan Ramón Represa Fernández.

### 2007
| Parti      | Parti | Députés élus                                                                               |
| ---------- | ----- | ------------------------------------------------------------------------------------------ |
| PPCyL      |       | Juan José Sanz Vitorio, Silvia Clemente Municio, Paloma Sanz, Juan Ramón Represa Fernández |
| PSCyL-PSOE |       | David Rubio Mayor, María Teresa Rodrigo Rojo                                               |

- Teresa Rodrigo (PSCyL-PSOE) est remplacée en février 2008 par Octavio Cesar Cantalejo Olmos.

### 2011
| Parti      | Parti | Députés élus                                                                                                   |
| ---------- | ----- | --- |
| PPCyL      |       | Silvia Clemente Municio, Juan José Sanz Vitorio, Paloma Sanz, Daniel Sobrados Pascual, José María Bravo Gozalo |
| PSCyL-PSOE |       | Óscar López Águeda, Ana María Agudíez Calvo                                                                    |

- Paloma Sanz (PPCyL) est remplacée en décembre 2011 par Sonia Palomar Moreno.
- Óscar López (PSCyL-PSOE) est remplacé en septembre 2014 par Octavio Cesar Cantalejo Olmos.

### 2015
| Parti      | Parti | Députés élus                                                                                           |
| ---------- | ----- | --- |
| PPCyL      |       | Silvia Clemente Municio, Juan José Sanz Vitorio, José María Bravo Gozalo, María Ángeles García Herrero |
| PSCyL-PSOE |       | José Luis Aveces Galindo, Ana María Agudíez Calvo                                                      |
| Podemos    |       | Natalia del Barrio Jiménez                                                                             |

- Silvia Clemente (PP) est remplacée en mars 2019 par Raquel Sanz Lobo.

### 2019
| Parti      | Parti | Députés élus                                                                  |
| ---------- | ----- | ----------------------------------------------------------------------------- |
| PSCyL-PSOE |       | José Luis Vázquez Fernández, Alicia Palomo Sebastián, Sergio Iglesias Herrera |
| PPCyL      |       | Francisco Javier Vázquez Requero, María Ángeles García Herrero                |
| Cs         |       | Marta Sanz Gilmartín                                                          |

### 2022
| Parti      | Parti | Députés élus                                                                          |
| ---------- | ----- | ------------------------------------------------------------------------------------- |
| PPCyL      |       | Francisco Javier Vázquez Requero, José Luis Sanz Merino, María Ángeles García Herrero |
| PSCyL-PSOE |       | José Luis Vázquez Fernández, Alicia Palomo Sebastián                                  |
| Vox        |       | Susana Suárez Villagrá                                                                |

- José Luis Sanz (PP) est remplacé le 13 juin 2023 par Elena Rincón Iglesias.
- Ángeles García (PP) est remplacée le 6 septembre 2023 par Francisco Javier Carpio Guijarro.